# Johan Filip Nordlund

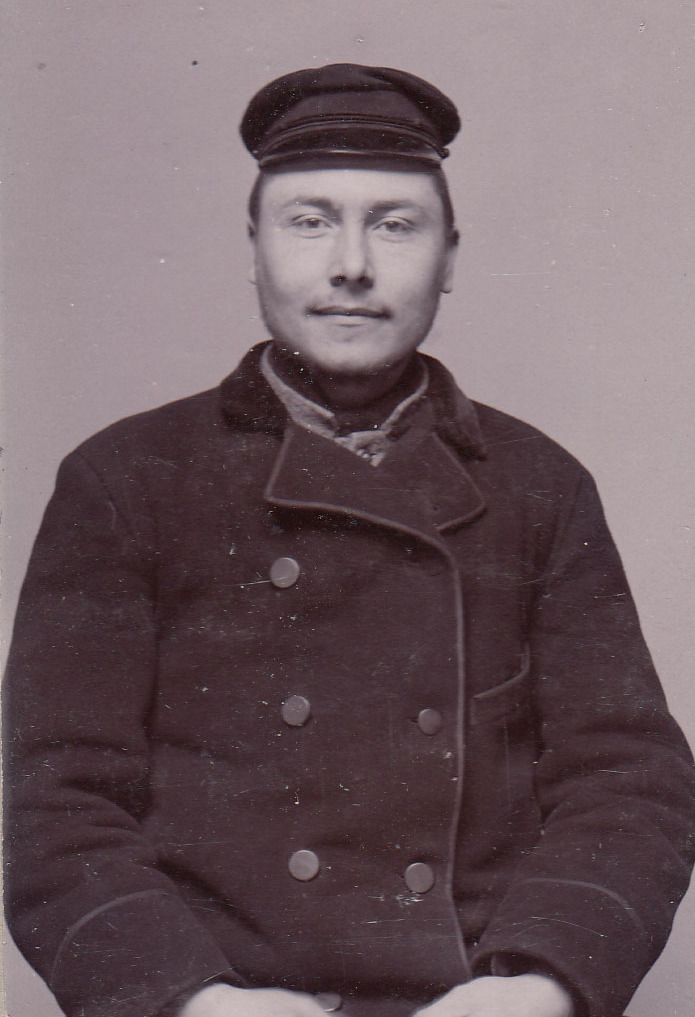
Johan Filip Nordlund (1896)

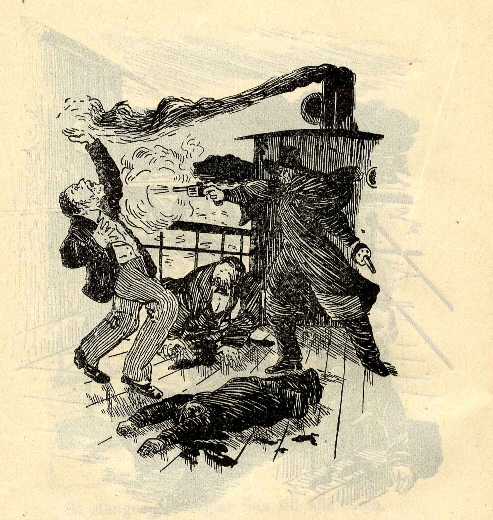
Darstellung aus dem Buch Mälaredramat (1900)

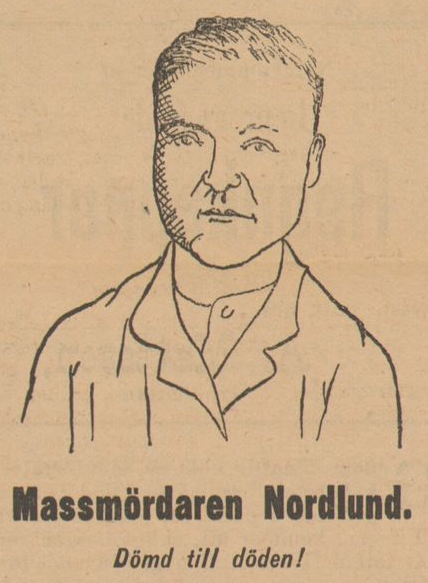
„Der Massenmörder Nordlund. Zum Tode verurteilt!“

Johan Filip Nordlund (* 23. März 1875 in Säter; † 10. Dezember 1900 in Västerås) war ein schwedischer Massenmörder. Bei einem Raubüberfall auf dem Dampfschiff Prins Carl tötete er fünf Menschen. Für diese Tat wurde er zum Tode verurteilt. Er war vor Alfred Ander der vorletzte Mörder, der in Schweden hingerichtet wurde, und der letzte, der mit dem Richtbeil exekutiert wurde.

## Biographie

### Frühe Jahre
Johan Filip Nordlund wurde in Övre Stubbersbo geboren, einem Dorf bei Säter nahe Falun. Er hatte zwei Brüder. 1882 zog die Familie nach Falun. Nordlund lief mehrfach von zu Hause weg und brach die Schule ab. Da er groß und kräftig war und älter wirkte, fand er in Korsnäs eine Anstellung als Sägewerksmitarbeiter, nach eigenen späteren Angaben die einzige ehrliche Arbeit, die er jemals verrichtete. Nach anderthalb Jahren wurde er wegen einer gefälschten Rechnung entlassen.
In den folgenden Jahren wurde Nordlund wegen verschiedener Delikte mehrfach zu Haftstrafen verurteilt. Er beging vorrangig Diebstähle, auch von Vieh, das er mitunter auch mutwillig mit einem Messer verletzte. 1895 wurden ihm zudem für drei Jahre die bürgerlichen Ehrenrechte entzogen. Zuletzt wurde er zu vier Jahren Haft verurteilt und am 20. April 1900 aus dem Gefängnis Långholmen entlassen. Er kehrte zu seinen Eltern zurück, die inzwischen in Gävle lebten. Nachdem er vergebens versucht hatte, dort eine Arbeitsstelle zu finden, beschloss er – so seine eigenen Angaben – künftig von Raubüberfällen zu leben. Von den zehn Kronen, die er bei seiner Entlassung aus dem Gefängnis erhalten hatte, erwarb er einen Revolver und stahl einen weiteren.

### Der Überfall
Am Abend des 16. Mai 1900 bestieg Nordlund in Arboga das Dampfschiff Prins Carl, das auf dem Mälaren nach Stockholm verkehrte und auf dem sich rund 20 Passagiere befanden. In seinem Gepäck befanden sich ein Messer, die Schusswaffen und Vorhängeschlösser, mit denen er seine Opfer einschließen wollte. Sein Plan war, so viele Menschen wie möglich auszurauben, die Schiffskasse an sich zu bringen und anschließend das Schiff in Brand zu stecken. Als Erstes erstach er den Kapitän Olof Rönngren, dann eine Frau vor den Augen ihrer beiden Kinder, die er ebenfalls schwer verletzte, dann erschoss er einen Mann. Auf der Kommandobrücke erschoss er den Steuermann. Ein durch Schüsse verletzter Mann starb später im Krankenhaus. Inzwischen hatte der Offizier die weiteren Passagiere gewarnt, die sich zu verstecken suchten. Als der Maschinist die Maschine stoppte, bedrohte Nordlund ihn mit einem Revolver, damit er weiterfahre. Insgesamt tötete er fünf Menschen und verletzte acht weitere. Die Beute betrug 845 Kronen aus der Börse des Kapitäns, eine für die damalige Zeit beträchtliche Summe.
Den Passagieren der Prins Carl gelang es, die Besatzung des nahen Schiffes Köping zu alarmieren. Als sich die Köping näherte, schoss Nordlund auf das Schiff. Er floh schließlich in einem Rettungsboot und schaffte es, unbemerkt an Land zu gehen. Er kaufte in Eskilstuna einen neuen Anzug sowie Schuhe und ließ sich die Haare schneiden. Am Bahnhof von Skogstorp wurde er von drei Polizisten entwaffnet und festgenommen. Dabei soll er geäußert haben: „Das war meine Rache an der Menschheit“ und dass es ein Glück für die Polizei sei, dass er es nicht in den Zug geschafft habe, weil es dann weitere Tote gegeben hätte.

### Prozess und Verurteilung
Am 18. Mai schrieb Johan Filip Nordlund einen Brief an seine Brüder und seine Eltern. Darin gestand er die Tat und schrieb, dass er mit der Todesstrafe rechne. Sie sollten nicht um ihn trauern und dass er sein Ende ruhig erwarte, da er sich niemals als Teil der Gesellschaft gefühlt habe. Auch das Leben vieler „guter und edler Menschen, schöner Frauen, sogar von Königinnen und Königen“ sei durch das Beil beendet worden. Seine Mutter und ein Pastor besuchten ihn mehrfach im Gefängnis.
Während des Prozesses soll Nordlund keine Reue gezeigt, aber seine Enttäuschung darüber ausgedrückt haben, dass er nicht alle Passagiere getötet habe. Bei einem erfolglosen Fluchtversuch schlug er zwei Wachen mit einem geschärften Metallteil seines Bettes, wobei einer der beiden Männer lebensgefährlich verletzt wurde. Daraufhin wurden ihm im Prozess zwei weitere Mordversuche angelastet. Der Psychiater Frey Svensson untersuchte Nordlund und kam zu dem Ergebnis, dass er eine abnormale oder psychopathische Persönlichkeit habe. Am 30. Juni 1900 wurde Nordlund in Stockholm zum Tode verurteilt.
Nordlund nutzte nicht die Möglichkeit, bei König Oscar II. um Gnade zu bitten. Er beschwerte sich aber brieflich beim Obersten Gerichtshof, dass er auch wegen Delikten verurteilt worden sei, die er nicht begangen habe. Am 13. November 1900 bestätigte der Oberste Gerichtshof das Todesurteil und setzte den Hinrichtungstermin fest.
Am Morgen des 10. Dezembers 1900 wurde der 25-jährige Johan Filip Nordlund von Scharfrichter Albert Gustaf Dahlman hingerichtet. Im letzten Brief an seine Eltern vom 5. Dezember schrieb er, er habe Gott um Vergebung für seine Sünden gebeten. Während er auf dem Richtblock festgeschnallt wurde, soll er die Hymne Gud vare mig syndare nådig och trygg i min Jesu armar (Gott sei gnädig und vertraue mich den Armen von Jesus an) gesungen haben. Er wurde auf dem Friedhof von Västerås bestattet, was für hingerichtete Personen in Schweden erst seit 1860 zulässig, aber weiterhin ungewöhnlich war.
Die Gefängniswärter, die sich vor dem gewalttätigen Gefangenen gefürchtet hatten, sollen über Nordlunds Hinrichtung erleichtert gewesen sein.

## Rezeption
Die Tat und der Täter führten in Schweden zu einem bis dahin unbekannten Medienhype. Es erschienen mehrere Publikationen zum Thema, wie etwa die Broschüre Mälaredramat mit drastischen Zeichnungen. Die Zeitungen publizierten zahlreiche, mitunter falsche Berichte und nannten Nordlund etwa Mordlund. So übertrieb das Svenska Dagbladet die Zahl der Opfer. Am 14. Mai 1938 berichtete die norwegische Zeitung Arbeiderbladet, dass schwedische Zeitungen einen ähnlichen Mord im norwegischen Våler mit Nordlunds Tat verglichen. Auch wurden Lieder zu populären Melodien gedichtet.
Nach der Tat kam es in Schweden zu Debatten darüber, wie man die „Verwilderung der Jugend“ beenden könne. Forderungen, die Polizei verstärkt einzusetzen, wies der damalige Oberstatthalter Stockholms ab. Er befürchtete, dass es die Polizisten demoralisiere, wenn sie Kinder schlagen würden. Der sozialdemokratische Politiker Hjalmar Branting sah in Nordlund den Beweis dafür, dass es Einzelpersonen gebe, die zum Verbrecher geboren werden. Er folgerte daraus, dass das Strafrecht geändert werden müsse, um die Gesellschaft vor geisteskranken Individuen zu schützen. Ein Teil eines 1946 verabschiedeten Gesetzes wurde Lex Nordlund genannt. Es regelte, dass zu Freiheitsentzug verurteilte Personen nach ihrer Haftstrafe präventiv in Verwahrung genommen werden könnten, wenn sie als Gefahr für die Allgemeinheit angesehen wurden. Die Lex Nordlund wurde nie angewandt.
Der Fall Nordlund wird in Endstation für neun von Maj Sjöwall und Per Wahlöö (1968) erwähnt sowie in Henning Mankells Buch Der Chinese (2008).
Bis 1994, als der Amokläufer Mattias Flink in Falun sieben Menschen tötete, galt Johan Filip Nordlund als „schlimmster Massenmörder“ in der Geschichte Schwedens.